# The Three Sisters (Aleuterne)
 For alternative betydninger, se The Three Sisters. (Se også artikler, som begynder med The Three Sisters)
De tre søstre /The Three Sisters er en lille ubeboet gruppe af øer på Andreanof-øerne, en del af Aleuterne.
Hver af holmene ligger lige over havoverfladen, de findes vest for øen Adak, og er ca. 300 m lang. Øerne fik deres navn fra medlemmer af den amerikanske aleutiske ekspedition i 1934.